# Stojadin Soldatović
Stojadin Soldatović, srbski general, * 8. november 1915, † ?.

## Življenjepis
Soldatović, častnik VKJ, je leta 1941 vstopil v NOVJ in naslednje leto v KPJ. Med vojno je bil na poveljniških položajih več enot.
Po vojni je bil poveljnik artilerije armade, načelnik Artilerijske oficirske šole, načelnik Katedre artilerije VVA JLA,...